# Tanjung Tebat (Bunga Mas)
Tanjung Tebat is een bestuurslaag in het regentschap Zuid-Bengkulu van de provincie Bengkulu, Indonesië. Tanjung Tebat telt 644 inwoners (volkstelling 2010).